# Jacqueline Kim
Jacqueline Kim, född 31 mars 1965 i Cincinnati, Ohio, är en amerikansk skådespelare.

## Barndom
Kims föräldrar kommer ursprungligen från Korea. Hon är yngst av tre systrar. Kim är uppvuxen i Bloomfield Hills i Michigan och började göra roller på den lokala teatern Willow Way, när hon var fjorton år gammal.

## Filmografi
- 1994 – Skamgrepp
- 1997 – Volcano
- 1999 – Brokedown Palace
- 2000 – The Operator
- 2001 – The Hollywood Sign
- 2002 – Charlotte Sometimes
- 2005 – Red Doors